# Великоселье (Львовская область)
Великоселье (укр. Великосілля) — село в Старосамборской городской общине Самборского района Львовской области Украины, расположено на реке Лининка.
Население по переписи 2001 года составляло 331 человек. Почтовый индекс — 82074.

## История
В 1946 году указом ПВС УССР село Нанчолка-Великая переименовано в Великоселье.